# Ray Stewart (football)
Pour les articles homonymes, voir Ray Stewart (homonymie) et Stewart.
Ray Stewart (né le 7 septembre 1959 à Stanley, Perthshire, Écosse) est un joueur de football international écossais, qui évoluait au poste de défenseur. Il s'est reconverti depuis la fin de sa carrière comme entraîneur.

## Carrière en club
Après des débuts en Écosse à Dundee United, il fut transféré à West Ham United pour 430 000 £, où il fut surnommé Tonka, en référence aux jouets Tonka réputés indestructibles.
Il fut aussi réputé pour son habileté à tirer les pénalties, en réussissant 76 sur 86 tout au long de sa carrière.

## Carrière d'entraîneur
Il fut entraîneur de trois équipes écossaises, Livingston, Stirling Albion et Forfar Athletic, mais il fut renvoyé à chaque occasion.

## Carrière internationale
Ray Stewart connut dix sélections avec l'Écosse, y inscrivant un but.

## Palmarès
- avec West Ham United :
  - FA Cup : 1 (1980)
  - Champion de division 2 anglaise : 1 (1980-1981)

De plus, Ray Stewart a été finaliste de la Coupe de la Ligue anglaise en 1981 avec West Ham United.